# Tour de Pologne
Tour de Pologne (pol. Wyścig dookoła Polski, oficjalny skrót TdP) – wieloetapowy szosowy wyścig kolarski, przeprowadzany cyklicznie na terytorium Polski, będący jedną z najbardziej prestiżowych międzynarodowych imprez sportowych w Polsce organizowanych regularnie. Od 1. edycji w 1928 do 49. edycji w 1992 posiadał status wyścigu amatorskiego (jedynie w 1974 wyjątkowo rozgrywany był w formule open z udziałem zawodowców). Od 1993 – po przejęciu organizacji przez Lang Team kierowany przez Czesława Langa – jest w pełni zawodowy. Od 2005 należał do cyklu UCI ProTour, od 2009 do UCI World Ranking, od 2011 do UCI World Tour.
Całkowita długość trasy danej edycji TdP wynosi około 1200 kilometrów. Od 1999 do 2005 wyścig kończyła górska czasówka z metą na Orlinku w Karpaczu. W 2008 trasę przeniesiono na wschód kraju. Od tego momentu meta wyścigu usytuowana jest w Krakowie. W 2016 r. po raz pierwszy zorganizowano również Tour de Pologne kobiet – inauguracyjna edycja rozpoczęła się dzień po zakończeniu wyścigu mężczyzn.

## Historia

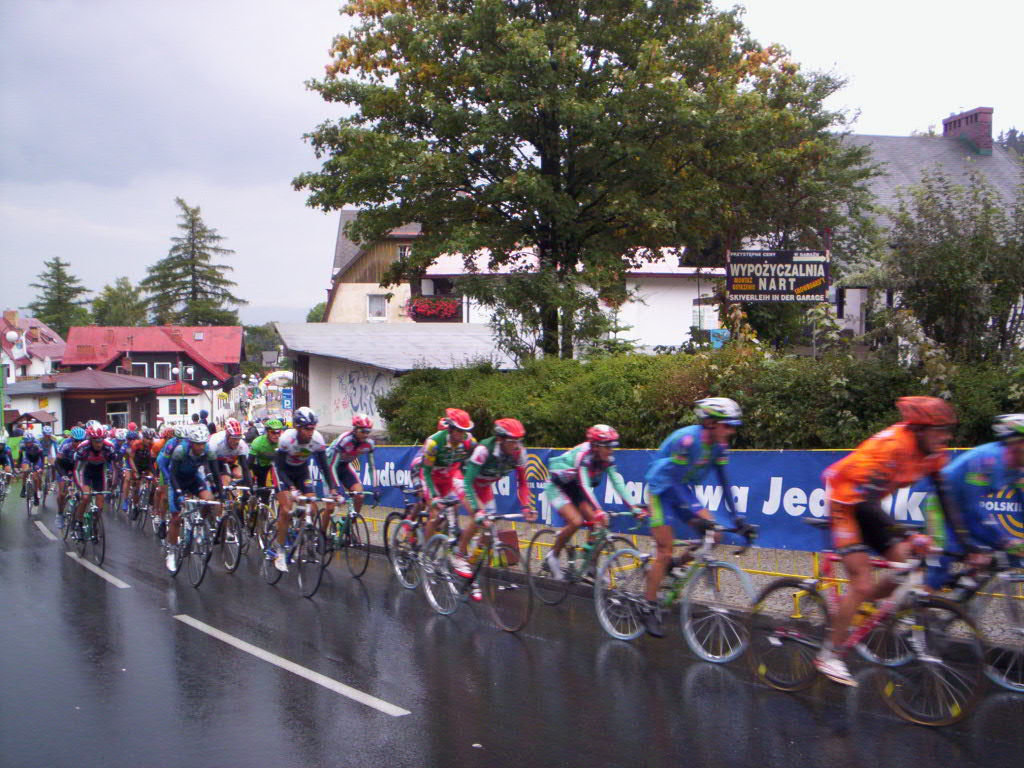
TdP 2004, etap górski

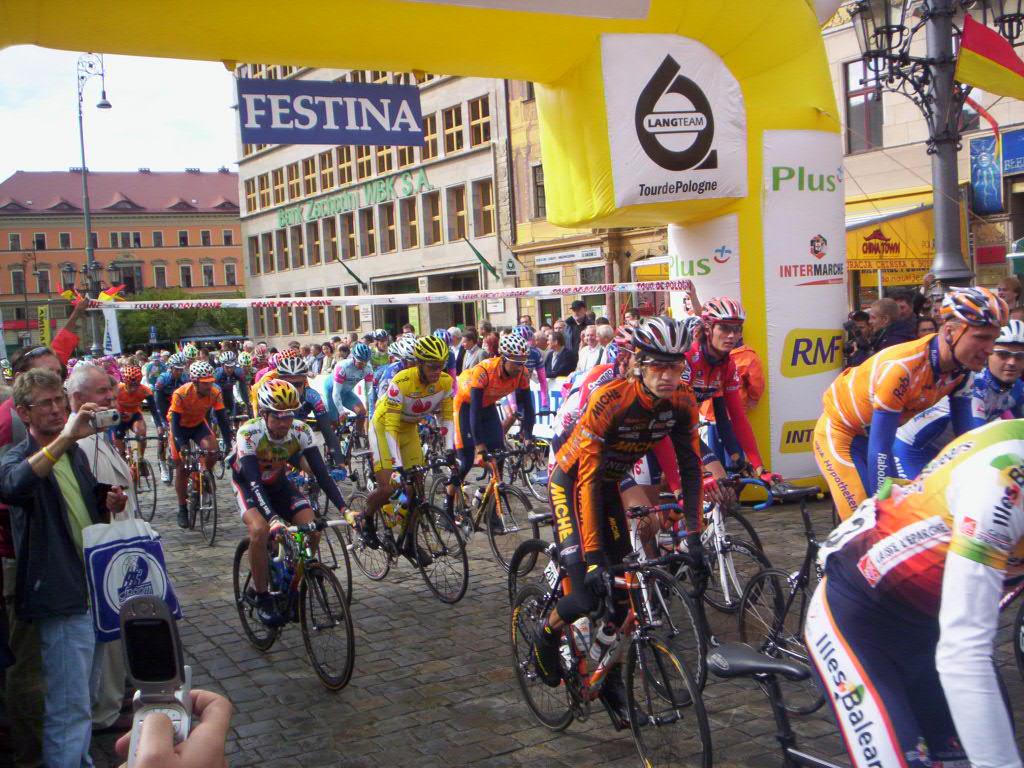
Start TdP 2005 we Wrocławiu

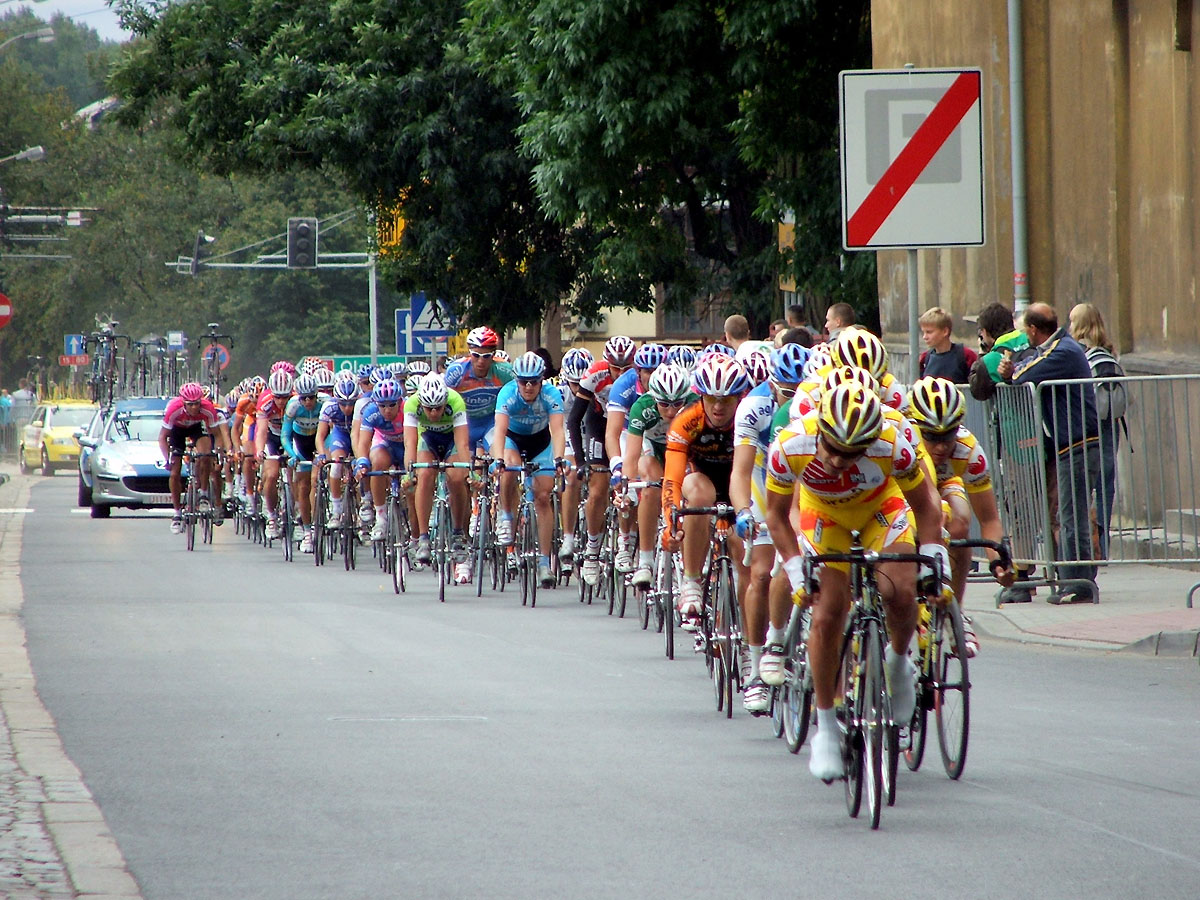
Peleton TdP 2006 na ulicach Torunia

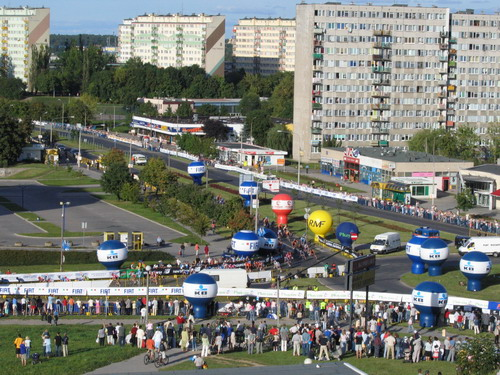
w Olsztynie

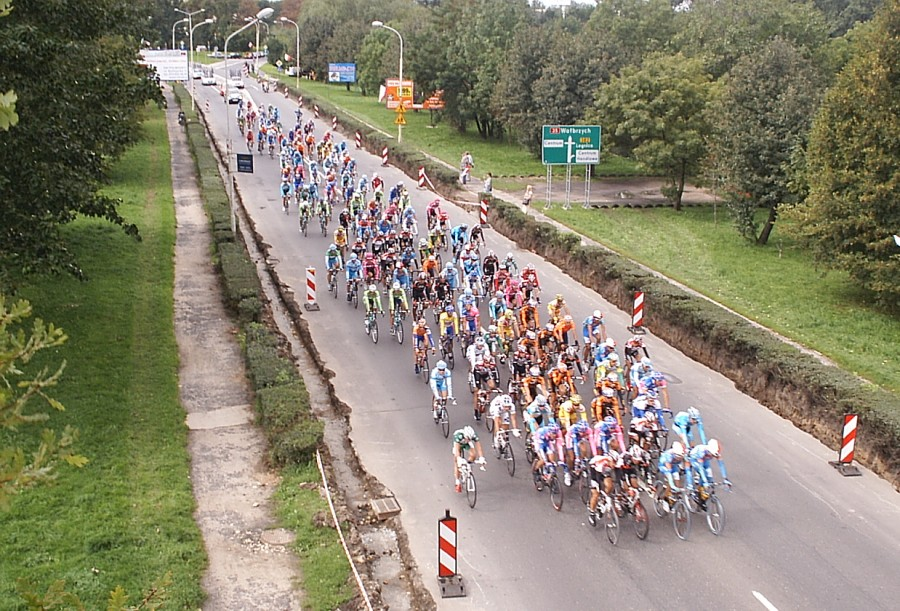
W okolicach Świdnicy

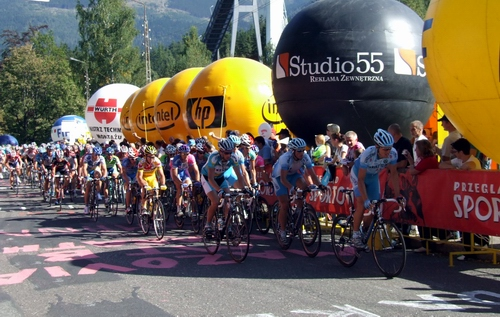
Finał w Karpaczu

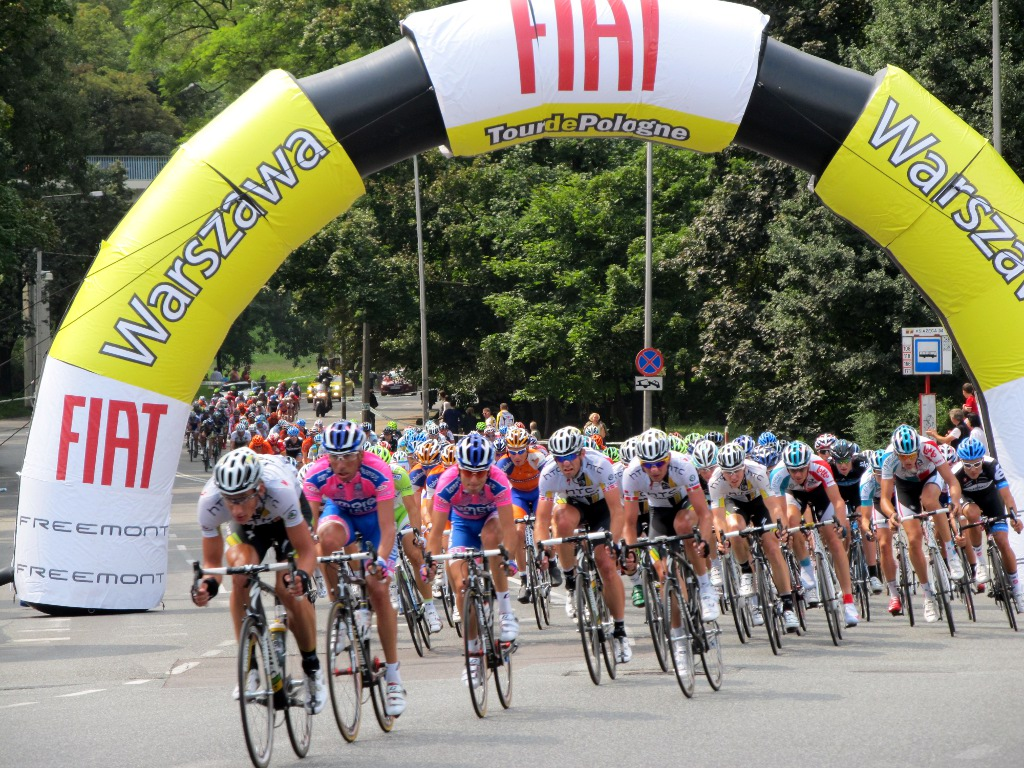
TdP 2011 w Warszawie

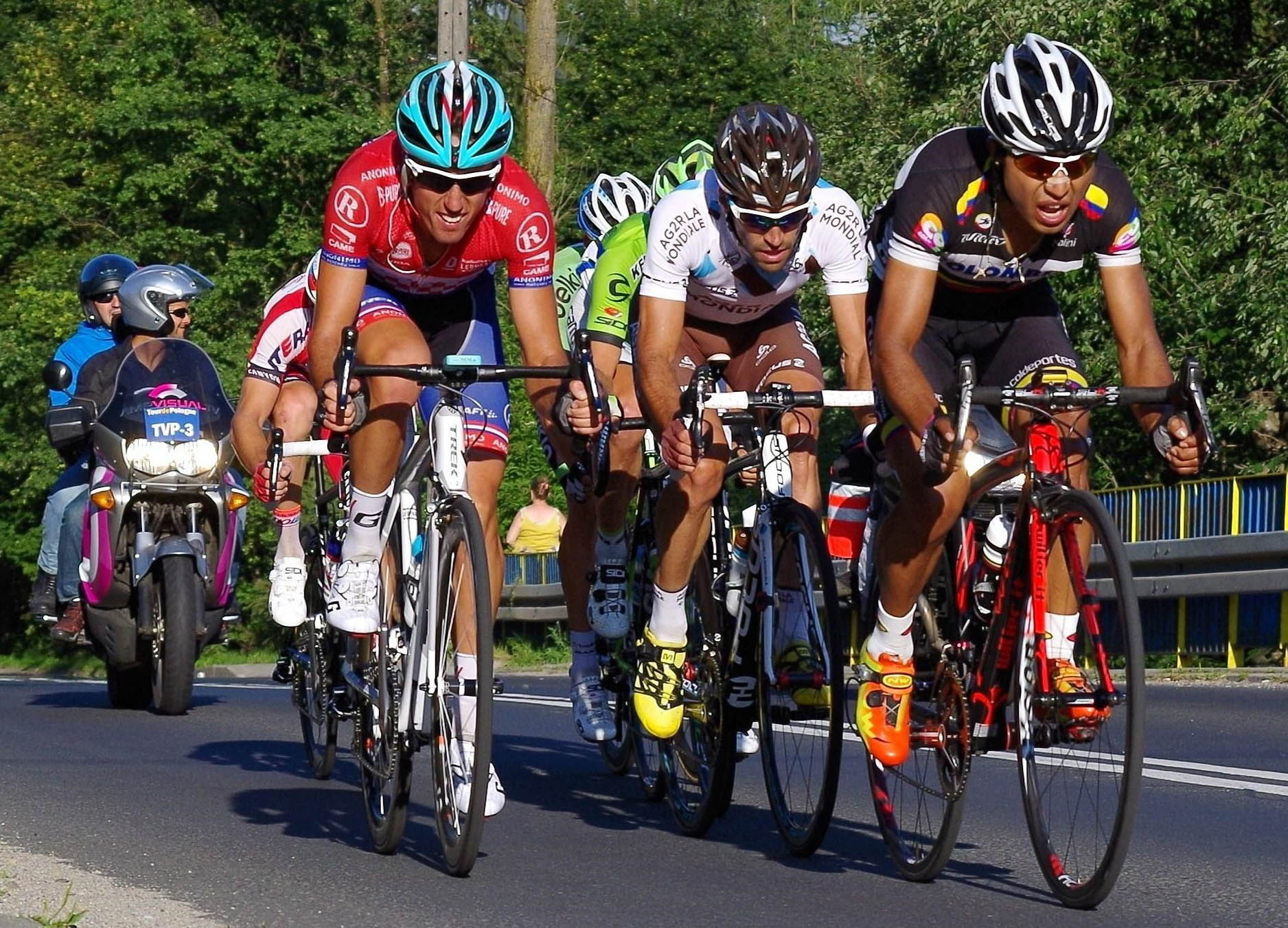
TdP 2013

### XX-lecie międzywojenne
Wstępne koncepcje przeprowadzenia w odrodzonej i niepodległej Polsce wieloetapowej imprezy kolarskiej – wzorowanej na coraz popularniejszym Tour de France – pojawiały się już na początku lat 20. XX wieku. Bardziej realnych kształtów pomysły te nabrały jednak dopiero kilka lat później, gdy konkretny projekt jej organizacji przedstawiły wspólnie: Warszawskie Towarzystwo Cyklistów i dziennik Przegląd Sportowy. To właśnie z ich inicjatywy postanowiono późnym latem 1928 r. rozegrać I Bieg Kolarski dookoła Polski (pierwsza i oryginalna nazwa TdP). Jego historyczna, premierowa edycja odbyła się w dniach 7–16 września 1928. Na starcie stanęło 71 kolarzy, a do mety dojechało 43. Z nich – po przejechaniu prawie 1500 km, podzielonych na 8 etapów – najlepszym okazał się Feliks Więcek z Bydgoskiego Klubu Kolarskiego (zwycięzca aż 6 etapów).
Do wybuchu II wojny światowej odbyły się jeszcze cztery edycje narodowego touru, z których dwie – w latach 1937 i 1939 – wygrał „tygrys szos” – Bolesław Napierała. 4. edycja (1937) była pierwszą, w której – oprócz Polaków – udział wzięli także obcokrajowcy. Na starcie stanęły bowiem drużyny: Węgier, Rumunii oraz kombinowana (po dwóch zawodników) ekipa francusko-włoska. Wówczas to po raz pierwszy przyznano również nagrody pieniężne (12 tys. franków dla zwycięskiego zespołu i 5 tys. franków dla indywidualnego triumfatora).
Pierwsze wyścigi znacznie różniły się od współczesnych. Etapy były o wiele dłuższe (często na dystansie ok. 300 km), kolarze notorycznie łapali „gumy” na szutrowych drogach, a w celu zaspokojenia głodu przerywali jazdę, by skorzystać z przygotowanych posiłków.

### Wyścig amatorski po II wojnie światowej
Po zakończeniu działań wojennych wrócono do idei kolarskiej walki dookoła Polski. W 1947, po 8-letniej przerwie, dzięki współpracy: Polskiego Związku Kolarskiego, wydawcy prasowego „Czytelnik” i grupy dziennikarzy udało się reaktywować wyścig. Zwycięzcą po przejechaniu zaledwie czterech etapów i 606 km (najkrótsza trasa w całej historii TdP) okazał się Stanisław Grzelak (Tramwajarz Łódź). Tę edycję żartobliwie nazwano „kieszonkową” (z racji bardzo krótkiej trasy) lub „gumową” (z powodu dużej liczby przebitych dętek). 22 czerwca 1948 po raz pierwszy etap TdP wygrał obcokrajowiec – Szwed Olle Persson (Warszawa – Olsztyn), a cała edycja cieszyła się olbrzymią popularnością wśród kibiców i mediów.
Od tego czasu aż do połowy lat 90. XX wieku nie udało się jednak uzyskać wyścigowi odpowiedniej rangi. Na przeszkodzie stanęła postawa władz, faworyzująca inną imprezę kolarską – Wyścig Pokoju. Z tego okresu warto odnotować: triumfy kolarzy zagranicznych – Włocha Francesco Locatelliego (1949, pierwszy zwycięzca klasyfikacji generalnej spoza Polski), Belga Rogera Dierckena (1960), Hiszpana José Luis Viejo (1972) oraz Belga André Delcroix (1974), najdłuższą edycję wyścigu – 2311 km i 13 etapów (1953) oraz hat tricki zwycięstw Mariana Więckowskiego (w latach 1954–1956) i Dariusza Baranowskiego (w latach 1991–1993).
W 1957 do regulaminu wyścigu wprowadzono zapis umożliwiający – w przypadku awarii sprzętu – korzystanie z pomocy wozu technicznego, osób postronnych lub współzawodników, włącznie z wymianą roweru. Podczas tej edycji po raz pierwszy zastosowano także fotokomórkę na finiszu. Okazała się ona potrzebna już na pierwszym etapie, gdy metę w Toruniu niemal równocześnie minęli Grzegorz Chwiendacz i Henryk Łasak (wygrał ten pierwszy). W trakcie edycji 1967 doszło do pierwszego dramatycznego zdarzenia w wyścigu. 17 września – na trasie 3. etapu – doszło do kraksy, w wyniku której obrażeń głowy doznał 22-letni Jan Myszak. Następnego dnia rano zmarł on w szpitalu w Sanoku.

### Wyścig zawodowy
Od 1993 r. funkcję dyrektora wyścigu objął wicemistrz Igrzysk Olimpijskich w Moskwie i pierwszy polski kolarz zawodowy – Czesław Lang. Jego praca zaowocowała regularnym wzrostem prestiżu imprezy. W 1996 r. została ona oznaczona kategorią 2.5, najniższą w ówczesnym kalendarzu Międzynarodowej Unii Kolarskiej (UCI). W 1997 r. podczas Kongresu UCI w San Sebastián Tour de Pologne awansował o jedną klasę, otrzymując kategorię 2.4 i został zakwalifikowany jako „Wyścig Narodowy”. W 1999 r. na Mistrzostwach Świata w Weronie Komisja Techniczna UCI awansowała wyścig do klasy 2.3, a 12 października 2001 r., podczas kongresu Rady Kolarstwa Zawodowego (Professional Cycling Council), Tour ponownie awansował, otrzymując kategorię 2.2.
W 2005 r. decyzją władz UCI Wyścig został włączony do cyklu wielu imprez nazwanych UCI ProTour, jako jedyna tego typu impreza w Europie Środkowo-Wschodniej. W skład tej grupy weszły trzy wielkie toury (Grand Tour): Giro d’Italia, Tour de France, Vuelta a España, klasyki Pucharu Świata, wyścigi etapowe kategorii 2.HC (np. Paryż-Nicea, Tour de Suisse), klasyki 1.HC (np. La Flèche Wallonne – Walońska Strzała). Tour de Pologne jako jedyny awansował o dwie klasy i został zrównany z imprezami 2.HC.
Przez wiele lat Tour de Pologne odbywał się w różnych terminach (najczęściej pomiędzy lipcem a październikiem). Po przejęciu wyścigu przez Czesława Langa pierwszym stałym terminem aż do 2008 r. był wrzesień, najczęściej drugi tydzień tego miesiąca. Od 2009 r. wyścig odbywa się w sierpniu, zaledwie tydzień po Tour de France, jednocześnie nie kolidując z odbywającym się w tym samym czasie Vuelta a España. Od tego czasu pierwsze etapy odbywają się w ostatnich dniach lipca. Wyjątkowo w 2012 i 2016, z powodu letnich igrzysk olimpijskich, wyścig odbywał się w lipcu, kolidując z Tour de France.
Pięciokrotnie Tour de Pologne otrzymał tytuł „Najlepszej Imprezy Sportowej Roku” w Polsce w Plebiscycie Przeglądu Sportowego, w latach 1995, 1996, 2004, 2008 i 2011. Zyskuje również uznanie władz Międzynarodowej Unii Kolarskiej, zdobywając wysokie oceny za organizację.

## Koszulki

### Koszulki podstawowe

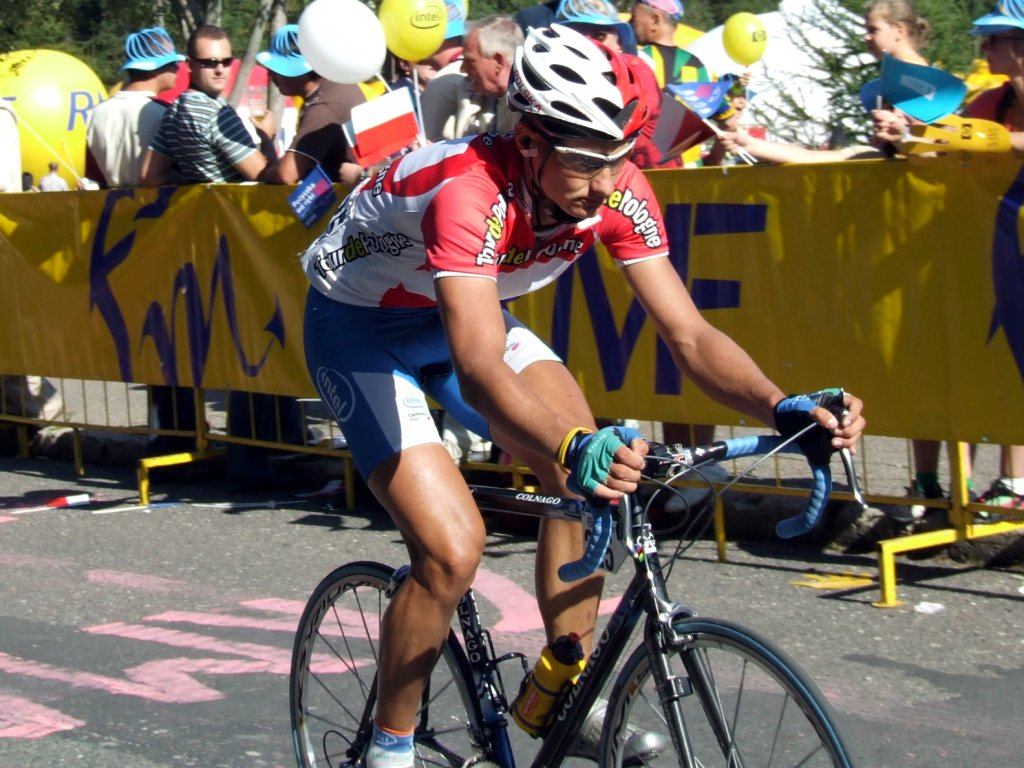
Marcin Osiński podczas Tour de Pologne 2006

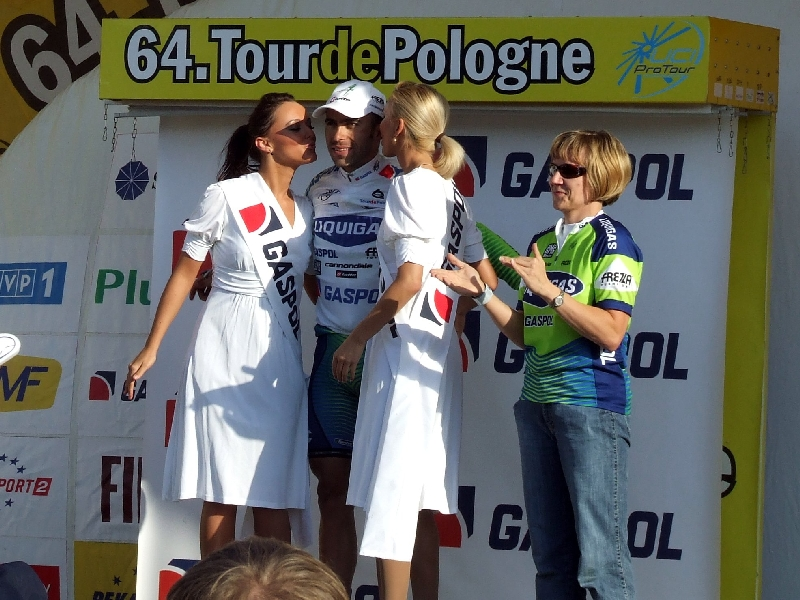
Murilo Fischer w białej koszulce najlepszego górala podczas TdP 2007

Podczas wyścigu prowadzone są różne klasyfikacje zawodników, najlepszy kolarz w danej kategorii otrzymuje koszulkę jej lidera, w której kontynuuje wyścig na następnym etapie. Te koszulki to:
- żółta koszulka – jedzie w niej lider czasowej indywidualnej klasyfikacji generalnej. Jest nim zawodnik, którego suma czasów zarejestrowanych na poszczególnych etapach, łącznie ze wszystkimi bonifikatami i karami, jest najmniejsza;
- różowa koszulka – jedzie w niej najlepszy kolarz w klasyfikacji górskiej (tzw. góral). Podczas etapów górskich na trasie znajdują się premie górskie kilku kategorii, punkty przyznawane są kilku pierwszym kolarzom w zależności od kategorii;
- granatowa koszulka – jedzie w niej najlepszy kolarz w klasyfikacji na najaktywniejszego. W wyścigu przyznawane są punkty za specjalne lotne premie. Na linii premii lotnej trzej pierwsi zawodnicy otrzymują odpowiednio następującą liczbę punktów: 3, 2, 1;
- biała koszulka – jedzie w niej najlepszy kolarz w klasyfikacji punktowej. W wyścigu przyznawane są punkty za dojechanie na metę na czołowych pozycjach w etapach, jak i za tzw. lotne premie charakterystyczne dla etapów płaskich. Na mecie każdego z etapów 20 pierwszych zawodników otrzymuje punkty: w tej grupie pierwszy zawodnik otrzymuje 20 punktów, a każdy kolejny o jeden punkt mniej.

Na koniec każdego etapu liderzy tych czterech klasyfikacji są oficjalnie dekorowani koszulkami przez organizatora wyścigu i są zobowiązani jechać w nich kolejnego dnia. Jeśli ten sam zawodnik będzie liderem więcej niż jednej klasyfikacji, zakłada koszulkę według następującej hierarchii:
1. „Klasyfikacja generalna” (żółta koszulka)
2. „Klasyfikacja górska” (różowa koszulka)
3. „Klasyfikacja na najaktywniejszego” (granatowa koszulka)
4. „Klasyfikacja punktowa” (biała koszulka)

### Klasyfikacje dodatkowe
Obok podstawowych organizator zawodów prowadzi(ł) także dodatkowe klasyfikacje:
- obecnie:
  - klasyfikacja drużynowa;
  - klasyfikacja na najlepszego Polaka
- w przeszłości:
  - niebieska koszulka – klasyfikacja na najwszechstronniejszego;
  - biało-granatowa koszulka – klasyfikacja zawodników, którzy wygrali największą liczbę etapów;

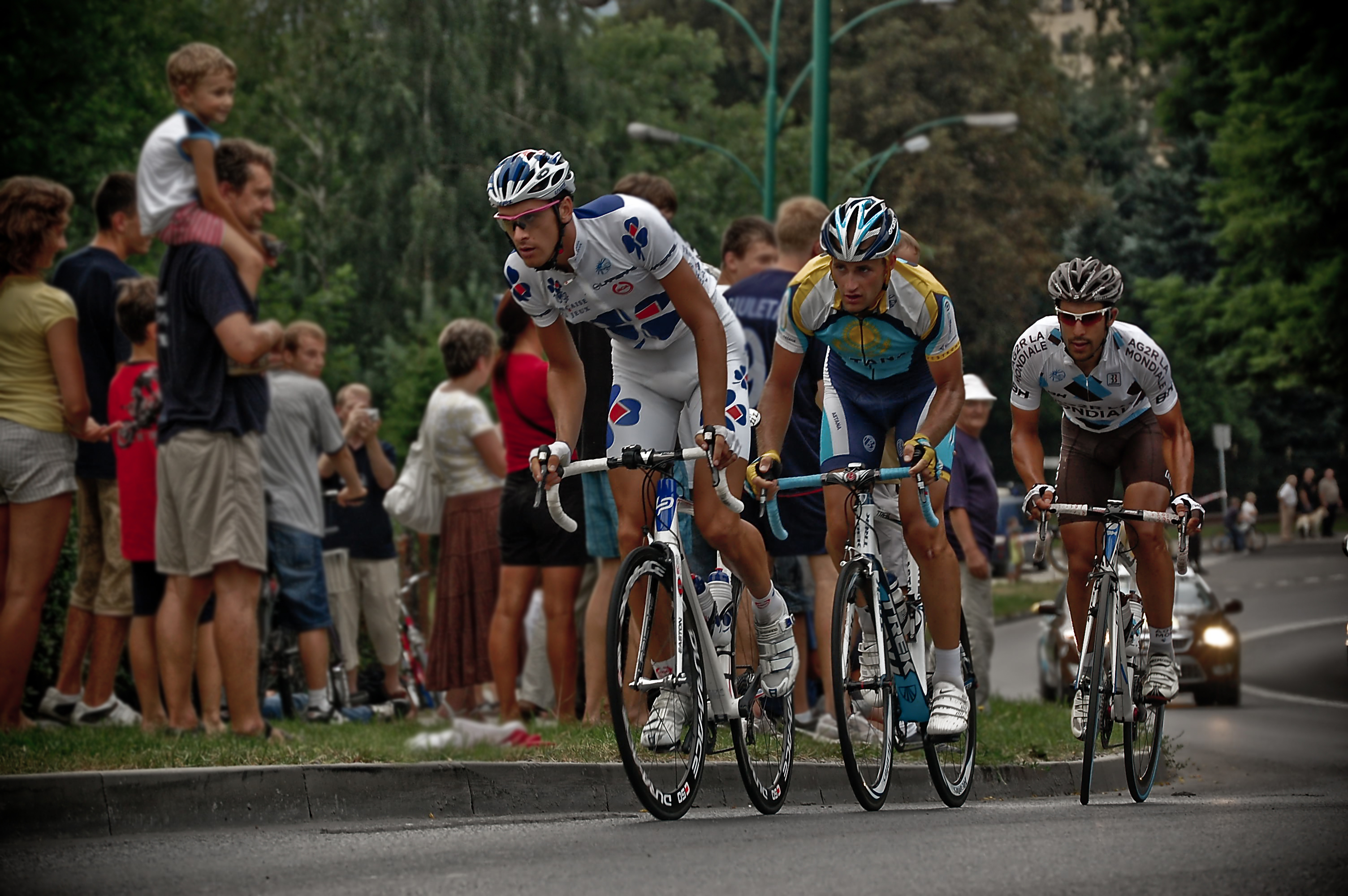
TdP 2009 – ucieczka w Łańcucie

## Edycje i zwycięzcy klasyfikacji generalnej
| Lp. | Rok  | Etapy | Km   | Zwycięzca             | Drużyna                      |
| --- | ---- | ----- | ---- | --------------------- | ---------------------------- |
| 1.  | 1928 | 8     | 1491 | Feliks Więcek         | Bydgoski Klub Kolarzy        |
| 2.  | 1929 | 12    | 2250 | Józef Stefański       | AKS Warszawa                 |
| *** |      |       |      |                       |                              |
| 3.  | 1933 | 9     | 1721 | Jerzy Lipiński        | Skoda Warszawa               |
| *** |      |       |      |                       |                              |
| 4.  | 1937 | 9     | 1336 | Bolesław Napierała    | Polska II                    |
| *** |      |       |      |                       |                              |
| 5.  | 1939 | 8     | 1291 | Bolesław Napierała    | Syrena Warszawa              |
| *** |      |       |      |                       |                              |
| 6.  | 1947 | 4     | 606  | Stanisław Grzelak     | Tramwajarz Łódź              |
| 7.  | 1948 | 11    | 1963 | Wacław Wójcik         | Polska I                     |
| 8.  | 1949 | 12    | 1994 | Francesco Locatelli   | Włochy                       |
| *** |      |       |      |                       |                              |
| 9.  | 1952 | 11    | 1959 | Wacław Wójcik         | CWKS Warszawa                |
| 10. | 1953 | 13    | 2311 | Mieczysław Wilczewski | Unia Chorzów                 |
| 11. | 1954 | 12    | 1925 | Marian Więckowski     | CWKS Warszawa                |
| 12. | 1955 | 10    | 1563 | Marian Więckowski     | CWKS Warszawa                |
| 13. | 1956 | 8     | 1221 | Marian Więckowski     | CWKS Legia Warszawa          |
| 14. | 1957 | 11    | 1968 | Henryk Kowalski       | Lechia Gdańsk                |
| 15. | 1958 | 11    | 2038 | Bogusław Fornalczyk   | LZS Myszków                  |
| 16. | 1959 | 11    | 1621 | Wiesław Podobas       | CWKS Warszawa                |
| 17. | 1960 | 8     | 1336 | Roger Diercken        | Belgia                       |
| 18. | 1961 | 8     | 1329 | Henryk Kowalski       | Lechia Gdańsk                |
| 19. | 1962 | 8     | 1278 | Jan Kudra             | Społem Łódź                  |
| 20. | 1963 | 8     | 1482 | Stanisław Gazda       | Start Bielsko                |
| 21. | 1964 | 10    | 1394 | Rajmund Zieliński     | LZS Nowogard                 |
| 22. | 1965 | 9     | 1318 | Józef Beker           | LZS Mokrzeszów               |
| 23. | 1966 | 10    | 1272 | Józef Gawliczek       | LZS II                       |
| 24. | 1967 | 11    | 1682 | Andrzej Bławdzin      | LZS Mazowsze                 |
| 25. | 1968 | 12    | 1757 | Jan Kudra             | Społem Łódź                  |
| 26. | 1969 | 13    | 1795 | Wojciech Matusiak     | Arkonia Szczecin             |
| 27. | 1970 | 12    | 1611 | Jan Stachura          | Unia Oświęcim                |
| 28. | 1971 | 12    | 1291 | Stanisław Szozda      | CWKS Legia Warszawa          |
| 29. | 1972 | 10    | 1194 | José Luis Viejo       | Hiszpania                    |
| 30. | 1973 | 12    | 1512 | Lucjan Lis            | Górnik Radzionków            |
| 31. | 1974 | p+11  | 1593 | André Delcroix        | Belgia                       |
| 32. | 1975 | p+10  | 1440 | Tadeusz Mytnik        | Flota Gdynia                 |
| 33. | 1976 | p+10  | 1499 | Janusz Kowalski       | Polska                       |
| 34. | 1977 | p+10  | 1460 | Lechosław Michalak    | Polska I                     |
| 35. | 1978 | p+11  | 1415 | Jan Brzeźny           | Polska I                     |
| 36. | 1979 | p+9   | 1335 | Henryk Charucki       | Metalowiec                   |
| 37. | 1980 | p+10  | 1282 | Czesław Lang          | Polska I                     |
| 38. | 1981 | p+9   | 1195 | Jan Brzeźny           | Polska I                     |
| 39. | 1982 | p+8   | 892  | Andrzej Mierzejewski  | Polska                       |
| 40. | 1983 | p+9   | 1147 | Tadeusz Krawczyk      | Polska I                     |
| 41. | 1984 | p+9   | 1219 | Andrzej Mierzejewski  | Polska                       |
| 42. | 1985 | p+10  | 1224 | Marek Leśniewski      | Polska                       |
| 43. | 1986 | p+10  | 1490 | Marek Kulas           | Polska                       |
| 44. | 1987 | p+8   | 1162 | Zbigniew Piątek       | Polska                       |
| 45. | 1988 | p+7   | 1016 | Andrzej Mierzejewski  | LZS I                        |
| 46. | 1989 | p+8   | 1271 | Marek Wrona           | JZS Jelcz Oława              |
| 47. | 1990 | 9     | 1207 | Mieczysław Karłowicz  | JZS Jelcz                    |
| 48. | 1991 | p+8   | 1222 | Dariusz Baranowski    | OZKol Wałbrzych              |
| 49. | 1992 | p+8   | 1149 | Dariusz Baranowski    | Sonia – Górnik Wałbrzych     |
| 50. | 1993 | p+12  | 1794 | Dariusz Baranowski    | Pekaes Lang Rover Legia      |
| 51. | 1994 | p+7   | 1110 | Maurizio Fondriest    | Lampre Panaria Animex        |
| 52. | 1995 | p+7   | 1254 | Zbigniew Spruch       | Lampre Panaria Animex        |
| 53. | 1996 | 8     | 1346 | Wiaczesław Dżawanian  | Roslotto ZG                  |
| 54. | 1997 | 8     | 1499 | Rolf Järmann          | Casino – Géant               |
| 55. | 1998 | 8     | 1434 | Siergiej Iwanow       | TVM Farm Frites              |
| 56. | 1999 | 7     | 1164 | Tomasz Brożyna        | Mróz                         |
| 57. | 2000 | 7     | 1171 | Piotr Przydział       | Mat Ceresit CCC              |
| 58. | 2001 | 8     | 1249 | Ondřej Sosenka        | CCC Mat                      |
| 59. | 2002 | 8     | 1273 | Laurent Brochard      | Jean Delatour                |
| 60. | 2003 | 8     | 1233 | Cezary Zamana         | Action Nvidia Mróz           |
| 61. | 2004 | 8     | 1264 | Ondřej Sosenka        | Aqua & Sapone                |
| 62. | 2005 | 8     | 1246 | Kim Kirchen           | Fassa Bortolo                |
| 63. | 2006 | 7     | 1221 | Stefan Schumacher     | Gerolsteiner                 |
| 64. | 2007 | 7     | 1237 | Johan Vansummeren     | Predictor-Lotto              |
| 65. | 2008 | 6     | 1076 | Jens Voigt            | Team CSC                     |
| 66. | 2009 | 7     | 1253 | Alessandro Ballan     | Lampre                       |
| 67. | 2010 | 7     | 1241 | Daniel Martin         | Garmin-Transitions           |
| 68. | 2011 | 7     | 1113 | Peter Sagan           | Liquigas                     |
| 69. | 2012 | 7     | 1234 | Moreno Moser          | Liquigas                     |
| 70. | 2013 | 7     | 1227 | Pieter Weening        | Orica-GreenEdge Cycling Team |
| 71. | 2014 | 7     | 1251 | Rafał Majka           | Tinkoff-Saxo                 |
| 72. | 2015 | 7     | 1076 | Ion Izagirre          | Movistar Team                |
| 73. | 2016 | 6     | 1190 | Tim Wellens           | Lotto Soudal                 |
| 74. | 2017 | 7     | 1123 | Dylan Teuns           | BMC Racing Team              |
| 75. | 2018 | 7     | 1026 | Michał Kwiatkowski    | Team Sky                     |
| 76. | 2019 | 7     | 1036 | Pawieł Siwakow        | Team Ineos                   |
| 77. | 2020 | 5     | 911  | Remco Evenepoel       | Deceuninck-Quick Step        |
| 78. | 2021 | 7     | 1141 | João Almeida          | Deceuninck-Quick Step        |
| 79. | 2022 | 7     | 1209 | Ethan Hayter          | Ineos Grenadiers             |
| 80. | 2023 | 7     | 1130 | Matej Mohorič         | Bahrain Victorious           |
| 81. | 2024 | 7     | 1050 | Jonas Vingegaard      | Team Visma-Lease a Bike      |
| 82. | 2025 | 7     | 1076 | Brandon McNulty       | UAE Team Emirates            |

p – prolog

### Narodowości zwycięzców klasyfikacji generalnej
(Po zakończeniu Tour de Pologne 2025)
| Polacy         | 52 wygrane edycje  | 41 kolarzy |
| Belgowie       | 6 wygranych edycji | 6 kolarzy  |
| Włosi          | 4 wygrane edycje   | 4 kolarzy  |
| Rosjanie       | 3 wygrane edycje   | 3 kolarzy  |
| Czesi          | 2 wygrane edycje   | 1 kolarz   |
| Hiszpanie      | 2 wygrane edycje   | 2 kolarzy  |
| Niemcy         | 2 wygrane edycje   | 2 kolarzy  |
| Amerykanie     | 1 wygrane edycje   | 1 kolarz   |
| Brytyjczycy    | 1 wygrana edycja   | 1 kolarz   |
| Duńczycy       | 1 wygrana edycja   | 1 kolarz   |
| Francuzi       | 1 wygrana edycja   | 1 kolarz   |
| Holendrzy      | 1 wygrana edycja   | 1 kolarz   |
| Irlandczycy    | 1 wygrana edycja   | 1 kolarz   |
| Luksemburczycy | 1 wygrana edycja   | 1 kolarz   |
| Portugalczycy  | 1 wygrana edycja   | 1 kolarz   |
| Słowacy        | 1 wygrana edycja   | 1 kolarz   |
| Słoweńcy       | 1 wygrana edycja   | 1 kolarz   |
| Szwajcarzy     | 1 wygrana edycja   | 1 kolarz   |

## Podium klasyfikacji generalnej
| Rok  | Pierwsze              | Drugie                | Trzecie              |
| ---- | --------------------- | --------------------- | -------------------- |
| 1928 | Feliks Więcek         | Wiktor Olecki         | Stanisław Kłosowicz  |
| 1929 | Józef Stefański       | Eugeniusz Michalak    | Wacław Kołodziejczyk |
| 1933 | Jerzy Lipiński        | Wiktor Olecki         | Stanisław Wasilewski |
| 1937 | Bolesław Napierała    | Stanisław Wasilewski  | Józef Kapiak         |
| 1939 | Bolesław Napierała    | Marian Rzeźnicki      | Mieczysław Jaskolski |
| 1947 | Stanisław Grzelak     | Zdzisław Stolarczyk   | Bolesław Napierała   |
| 1948 | Wacław Wójcik         | Lucjan Pietraszewski  | Wacław Wrzesiński    |
| 1949 | Francesco Locatelli   | Marin Niculescu       | Kaj Allan Olsen      |
| 1952 | Wacław Wójcik         | Józef Kapiak          | Mieczysław Ulik      |
| 1953 | Mieczysław Wilczewski | Wacław Wójcik         | Grzegorz Chwiendacz  |
| 1954 | Marian Więckowski     | Stanisław Bugalski    | Adam Wiśniewski      |
| 1955 | Marian Więckowski     | Wiesław Podobas       | Adam Wiśniewski      |
| 1956 | Marian Więckowski     | Stanisław Bugalski    | Wiesław Podobas      |
| 1957 | Henryk Kowalski       | Stanisław Bugalski    | Wacław Wrzesiński    |
| 1958 | Bogusław Fornalczyk   | Constant Goosens      | Stanisław Gazda      |
| 1959 | Wiesław Podobas       | Stanisław Gazda       | Dick Enthoven        |
| 1960 | Roger Diercken        | Jan Kudra             | Anatolij Olizarienko |
| 1961 | Henryk Kowalski       | Bogusław Fornalczyk   | Eberhard Butzke      |
| 1962 | Jan Kudra             | Roger Swerts          | Sylwester Góral      |
| 1963 | Stanisław Gazda       | Stanisław Pawłowski   | Józef Beker          |
| 1964 | Rajmund Zieliński     | Władysław Kozłowski   | Jan Magiera          |
| 1965 | Józef Beker           | Jerzy Mikołajczyk     | Władysław Kozłowski  |
| 1966 | Józef Gawliczek       | Jan Magiera           | Tadeusz Zadrożny     |
| 1967 | Andrzej Bławdzin      | Aleksandr Kulibin     | Józef Mikołajczyk    |
| 1968 | Jan Kudra             | Marian Forma          | Stanisław Demel      |
| 1969 | Wojciech Matusiak     | Zygmunt Hanusik       | Ryszard Szurkowski   |
| 1970 | Jan Stachura          | Czesław Polewiak      | Tadeusz Szpak        |
| 1971 | Stanisław Szozda      | Jan Smyrak            | Ladislav Zakretta    |
| 1972 | Jose Luis Viejo       | Tadeusz Mytnik        | Stanisław Gazda      |
| 1973 | Lucjan Lis            | Ryszard Szurkowski    | Tadeusz Mytnik       |
| 1974 | André Delcroix        | Ludo Peeters          | Wojciech Matusiak    |
| 1975 | Tadeusz Mytnik        | Hans-Joachim Hartnick | Marian Majkowski     |
| 1976 | Janusz Kowalski       | Jan Brzeźny           | Joachim Vogel        |
| 1977 | Lechosław Michalak    | Tadeusz Skrzypek      | Michael Schiffner    |
| 1978 | Jan Brzeźny           | Tadeusz Wojtas        | Jan Jankiewicz       |
| 1979 | Henryk Charucki       | Janusz Kowalski       | Jan Krawczyk         |
| 1980 | Czesław Lang          | Tadeusz Wojtas        | Jan Jankiewicz       |
| 1981 | Jan Brzeźny           | Roman Cieślak         | Sławomir Podwójniak  |
| 1982 | Andrzej Mierzejewski  | Jan Schur             | Stanislav Masiar     |
| 1983 | Tadeusz Krawczyk      | Andrzej Serediuk      | Andrzej Mierzejewski |
| 1984 | Andrzej Mierzejewski  | Tadeusz Krawczyk      | Tadeusz Piotrowicz   |
| 1985 | Marek Leśniewski      | Zdzisław Wrona        | Dariusz Zakrzewski   |
| 1986 | Marek Kulas           | Zbigniew Ludwiniak    | Mirosław Uryga       |
| 1987 | Zbigniew Piątek       | Marek Leśniewski      | Czesław Łukaszewicz  |
| 1988 | Andrzej Mierzejewski  | Arvi Tammesalu        | Mieczysław Karłowicz |
| 1989 | Marek Wrona           | Sławomir Krawczyk     | Robert Krzyżostaniak |
| 1990 | Mieczysław Karłowicz  | Grigorij Isczenko     | Tomasz Brożyna       |
| 1991 | Dariusz Baranowski    | Mariusz Bilewski      | Marek Kamiński       |
| 1992 | Dariusz Baranowski    | Raimondas Rumšas      | Igor Pastauchowicz   |
| 1993 | Dariusz Baranowski    | Marek Leśniewski      | Ivanas Romanovas     |
| 1994 | Maurizio Fondriest    | Marco Lietti          | Tomasz Brożyna       |
| 1995 | Zbigniew Spruch       | Fabrizio Guidi        | Dariusz Baranowski   |
| 1996 | Wiaczesław Dżawanian  | Maurizio Fondriest    | Andrea Noé           |
| 1997 | Rolf Järmann          | Zenon Jaskuła         | Sasa Sviben          |
| 1998 | Siergiej Iwanow       | Jacky Durand          | Fabio Malberti       |
| 1999 | Tomasz Brożyna        | Cezary Zamana         | Jens Voigt           |
| 2000 | Piotr Przydział       | Piotr Wadecki         | Siergiej Iwanow      |
| 2001 | Ondřej Sosenka        | Jens Voigt            | Piotr Przydział      |
| 2002 | Laurent Brochard      | Tomasz Brożyna        | Marek Rutkiewicz     |
| 2003 | Cezary Zamana         | Andrea Noé            | Dave Bruylandts      |
| 2004 | Ondřej Sosenka        | Hugo Sabido           | Franco Pellizotti    |
| 2005 | Kim Kirchen           | Pieter Weening        | Thomas Dekker        |
| 2006 | Stefan Schumacher     | Cadel Evans           | Alessandro Ballan    |
| 2007 | Johan Vansummeren     | Robert Gesink         | Kim Kirchen          |
| 2008 | Jens Voigt            | Lars Bak              | Franco Pellizotti    |
| 2009 | Alessandro Ballan     | Daniel Moreno         | Edvald Boasson Hagen |
| 2010 | Daniel Martin         | Grega Bole            | Bauke Mollema        |
| 2011 | Peter Sagan           | Daniel Martin         | Marco Marcato        |
| 2012 | Moreno Moser          | Michał Kwiatkowski    | Sergio Henao         |
| 2013 | Pieter Weening        | Ion Izagirre          | Christophe Riblon    |
| 2014 | Rafał Majka           | Ion Izagirre          | Beñat Intxausti      |
| 2015 | Ion Izagirre          | Bart De Clercq        | Ben Hermans          |
| 2016 | Tim Wellens           | Fabio Felline         | Alberto Bettiol      |
| 2017 | Dylan Teuns           | Rafał Majka           | Wout Poels           |
| 2018 | Michał Kwiatkowski    | Simon Yates           | Thibaut Pinot        |
| 2019 | Pawieł Siwakow        | Jai Hindley           | Diego Ulissi         |
| 2020 | Remco Evenepoel       | Jakob Fuglsang        | Simon Yates          |
| 2021 | João Almeida          | Matej Mohorič         | Michał Kwiatkowski   |
| 2022 | Ethan Hayter          | Thymen Arensman       | Pello Bilbao         |
| 2023 | Matej Mohorič         | João Almeida          | Michał Kwiatkowski   |
| 2024 | Jonas Vingegaard      | Diego Ulissi          | Wilco Kelderman      |
| 2025 | Brandon McNulty       | Antonio Tiberi        | Matteo Sobrero       |

## Zwycięzcy pozostałych klasyfikacji
| Lp. | Rok  | Klasyfikacja górska                  | Klasyfikacja aktywnych                                | Klasyfikacja punktowa/sprinterska   | Klasyfikacja drużynowa |
| --- | ---- | ------------------------------------ | ----------------------------------------------------- | ----------------------------------- | ---------------------- |
| 1.  | 1928 | –                                    | –                                                     | –                                   | AKS Warszawa           |
| 2.  | 1929 | –                                    | –                                                     | –                                   | AKS Warszawa           |
| 3.  | 1933 | –                                    | –                                                     | –                                   | Jur Warszawa           |
| 4.  | 1937 | –                                    | –                                                     | –                                   | Polska I               |
| 5.  | 1939 | –                                    | –                                                     | –                                   | —                      |
| 6.  | 1947 | –                                    | –                                                     | –                                   | Ruch Chorzów           |
| 7.  | 1948 | –                                    | –                                                     | –                                   | Polska I               |
| 8.  | 1949 | –                                    | –                                                     | –                                   | Rumunia                |
| 9.  | 1952 | –                                    | –                                                     | –                                   | CWKS I                 |
| 10. | 1953 | –                                    | –                                                     | –                                   | —                      |
| 11. | 1954 | –                                    | –                                                     | –                                   | CWKS I                 |
| 12. | 1955 | –                                    | –                                                     | –                                   | CWKS I                 |
| 13. | 1956 | –                                    | –                                                     | –                                   | CWKS I                 |
| 14. | 1957 | –                                    | –                                                     | –                                   | Federacja Gwardia      |
| 15. | 1958 | –                                    | –                                                     | Constant Goosens                    | —                      |
| 16. | 1959 | –                                    | –                                                     | –                                   | —                      |
| 17. | 1960 | –                                    | –                                                     | –                                   | ZSRR                   |
| 18. | 1961 | –                                    | –                                                     | –                                   | LZS I                  |
| 19. | 1962 | –                                    | –                                                     | –                                   | LZS I                  |
| 20. | 1963 | Jan Kudra                            | Rajmund Zieliński                                     | –                                   | —                      |
| 21. | 1964 | –                                    | –                                                     | –                                   | LZS I                  |
| 22. | 1965 | –                                    | –                                                     | –                                   | Start I                |
| 23. | 1966 | Józef Gawliczek                      | –                                                     | Bernard Patzig                      | LZS II                 |
| 24. | 1967 | Józef Mikołajczyk                    | –                                                     | Andrzej Bławdzin                    | LZS Zieloni            |
| 25. | 1968 | –                                    | –                                                     | –                                   | Polska I               |
| 26. | 1969 | –                                    | Jan Magiera                                           | Zygmunt Hanusik                     | Polska II              |
| 27. | 1970 | Jurij Połupanow                      | –                                                     | Henryk Woźniak                      | —                      |
| 28. | 1971 | Ryszard Szurkowski                   | –                                                     | Ryszard Szurkowski                  | Katowice               |
| 29. | 1972 | José Luis Viejo                      | –                                                     | José Luis Viejo                     | —                      |
| 30. | 1973 | –                                    | –                                                     | Ryszard Szurkowski                  | —                      |
| 31. | 1974 | Ryszard Szurkowski                   | –                                                     | Ryszard Szurkowski                  | —                      |
| 32. | 1975 | Miroslav Sýkora                      | –                                                     | –                                   | Polska I               |
| 33. | 1976 | –                                    | –                                                     | –                                   | Polska                 |
| 34. | 1977 | –                                    | –                                                     | –                                   | NRD                    |
| 35. | 1978 | Jan Brzeźny                          | –                                                     | –                                   | Polska I               |
| 36. | 1979 | Jan Krawczyk                         | –                                                     | Ryszard Szurkowski                  | Chemik                 |
| 37. | 1980 | –                                    | –                                                     | Lechosław Michalak                  | —                      |
| 38. | 1981 | Roman Cieślak                        | –                                                     | Tadeusz Krawczyk                    | Polska I               |
| 39. | 1982 | –                                    | –                                                     | Mathias Kittel                      | Polska                 |
| 40. | 1983 | Lechosław Michalak                   | –                                                     | Witold Mokiejewski                  | Polska I               |
| 41. | 1984 | Janusz Bieniek                       | –                                                     | Marek Leśniewski                    | Polska                 |
| 42. | 1985 | Marek Leśniewski                     | –                                                     | Marek Leśniewski                    | Polska                 |
| 43. | 1986 | Jan Skowronek                        | –                                                     | Mirosław Uryga                      | Polska                 |
| 44. | 1987 | Andrzej Dulas                        | –                                                     | Czesław Łukaszewicz                 | Gwardia Katowice       |
| 45. | 1988 | Siergiej Uszakow                     | –                                                     | Dżamolidin Abdużaparow              | Legia I                |
| 46. | 1989 | –                                    | –                                                     | Sławomir Krawczyk                   | Legia                  |
| 47. | 1990 | Piotr Korab                          | –                                                     | Mieczysław Karłowicz                | Korona Wimar Kielce    |
| 48. | 1991 | –                                    | –                                                     | Władimir Perelaznyj                 | Wasowski Korona Kielce |
| 49. | 1992 | Dariusz Baranowski                   | –                                                     | Igor Pastaukhowicz                  | Litwa                  |
| 50. | 1993 | Piotr Chmielewski                    | Remigijus Lupeikis                                    | Zbigniew Spruch                     | Litwa                  |
| 51. | 1994 | Quintino Rodrigues                   | Maurizio Fondriest                                    | Kaspars Ozers                       | Lampre Animex          |
| 52. | 1995 | Mariano Piccoli                      | Mariano Piccoli                                       | Zbigniew Spruch                     | DEK Meble Joko Romar   |
| 53. | 1996 | Raimondas Rumšas                     | Wiaczesław Dżawanian                                  | Wiaczesław Dżawanian                | Roslotto – ZG Mobili   |
| 54. | 1997 | Oscar Pellicioli                     | Jacek Mickiewicz                                      | Markus Zberg                        | Mróz                   |
| 55. | 1998 | Andrzej Sypytkowski                  | –                                                     | Zbigniew Spruch                     | Mróz                   |
| 56. | 1999 | Piotr Przydział                      | Piotr Przydział                                       | Piotr Wadecki                       | Mróz                   |
| 57. | 2000 | Luca Belluomini                      | Marcin Gębka                                          | Siergiej Iwanow                     | Mat Ceresit CCC        |
| 58. | 2001 | Ruggero Marzoli                      | Marcin Gębka                                          | Jens Voigt                          | CCC Mat                |
| 59. | 2002 | Cezary Zamana                        | Kazimierz Stafiej                                     | Marek Rutkiewicz                    | CCC – Polsat           |
| 60. | 2003 | Nuno Ribeiro                         | Kazimierz Stafiej                                     | Yon Bru                             | L.A. Pecol             |
| 61. | 2004 | Przemysław Niemiec                   | Bohdan Bondariew                                      | Allan Davis                         | Milaneza Maia          |
| 62. | 2005 | Bartosz Huzarski                     | Robert Förster                                        | Kim Kirchen                         | Rabobank               |
| 63. | 2006 | Bartosz Huzarski                     | Marcin Osiński                                        | Wouter Weylandt                     | Crèdit Agricole        |
| 64. | 2007 | Yoann Le Boulanger                   | Łukasz Bodnar                                         | José Joaquín Rojas                  | Team CSC               |
| 65. | 2008 | Jens Voigt                           | Marcin Sapa                                           | Allan Davis                         | Team CSC               |
| 66. | 2009 | Marek Rutkiewicz                     | David Loosli                                          | Jürgen Roelandts                    | Caisse d’Épargne       |
| 67. | 2010 | Johnny Hoogerland Vacansoleil        | Johnny Hoogerland Vacansoleil                         | Allan Davis Team Astana             | -Transitions           |
| 68. | 2011 | Michał Gołaś Vacansoleil-DCM         | Adrian Kurek Reprezentacja Polski                     | Peter Sagan Liquigas-Cannondale     | Vacansoleil-DCM        |
| 69. | 2012 | Tomasz Marczyński Vacansoleil-DCM    | Adrian Kurek Utensilnord Named                        | Ben Swift Sky Procycling            | Sky Procycling         |
| 70. | 2013 | Tomasz Marczyński Vacansoleil-DCM    | Bartosz Huzarski Team NetApp-Endura                   | Rafał Majka Team Saxo-Tinkoff       | RadioShack-Leopard     |
| 71. | 2014 | Maciej Paterski CCC Polsat Polkowice | Matthias Krizek Cannondale Pro Cycling                | Jauhien Hutarowicz Ag2r-La Mondiale | Movistar Team          |
| 72. | 2015 | Maciej Paterski CCC Polsat Polkowice | Kamil Gradek Reprezentacja Polski                     | Marcel Kittel Team Giant-Alpecin    | Lotto Soudal           |
| 73. | 2016 | Tim Wellens Lotto Soudal             | Tim Wellens Lotto Soudal                              | Alberto Bettiol Cannondale-Drapac   | Lotto Soudal           |
| 74. | 2017 | Diego Rosa Team Sky                  | Bert-Jan Lindeman Team LottoNL-Jumbo                  | Peter Sagan Bora-Hansgrohe          | Lotto Soudal           |
| 75. | 2018 | Patrick Konrad Bora-Hansgrohe        | Jenthe Biermans Team Katusha-Alpecin                  | Michał Kwiatkowski Team Sky         | Ag2r-La Mondiale       |
| 76. | 2019 | Simon Geschke CCC Team               | Charles Planet Novo Nordisk                           | Marc Sarreau Groupama-FDJ           | Team Ineos             |
| 77. | 2020 | Patryk Stosz Reprezentacja Polski    | Maciej Paterski Reprezentacja Polski                  | Luka Mezgec Mitchelton-Scott        | Mitchelton-Scott       |
| 78. | 2021 | Łukasz Owsian Reprezentacja Polski   | Taco van der Hoorn Intermarché-Wanty-Gobert Matériaux | João Almeida Deceuninck-Quick Step  | Deceuninck-Quick Step  |
| 79. | 2022 | Jarrad Drizners Lotto Soudal         | Patryk Stosz Reprezentacja Polski                     | Arnaud Démare Groupama-FDJ          | Ineos Grenadiers       |
| 80. | 2023 | Markus Hoelgaard Lidl-Trek           | Patryk Stosz Reprezentacja Polski                     | Matej Mohorič Bahrain Victorious    | UAE Team Emirates      |
| 81. | 2024 | Michał Paluta Reprezentacja Polski   | Norbert Banaszek Reprezentacja Polski                 | Diego Ulissi UAE Team Emirates      | UAE Team Emirates      |
| 82. | 2025 | Timo Kielich Alpecin-Deceuninck      | Patryk Stosz Reprezentacja Polski                     | Ben Turner Ineos Grenadiers         | UAE Team Emirates      |

Puste pola oznaczają, że klasyfikacji prawdopodobnie nie prowadzono.

## Statystyki

### Wygrane wyścigi

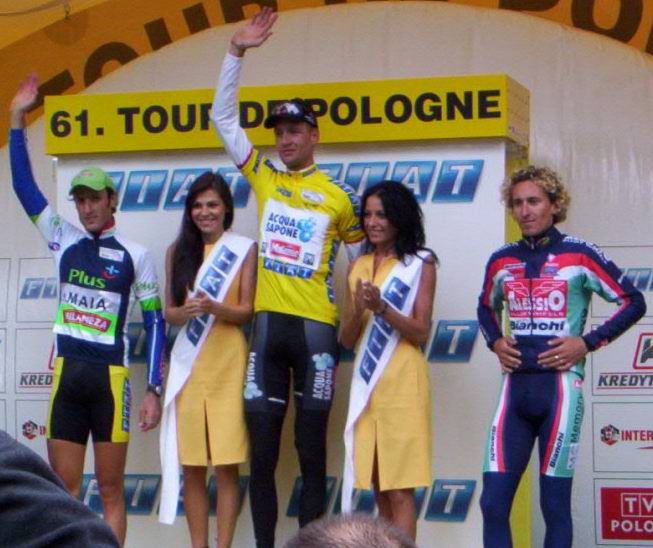
Zwycięzca TdP 2004 Ondřej Sosenka

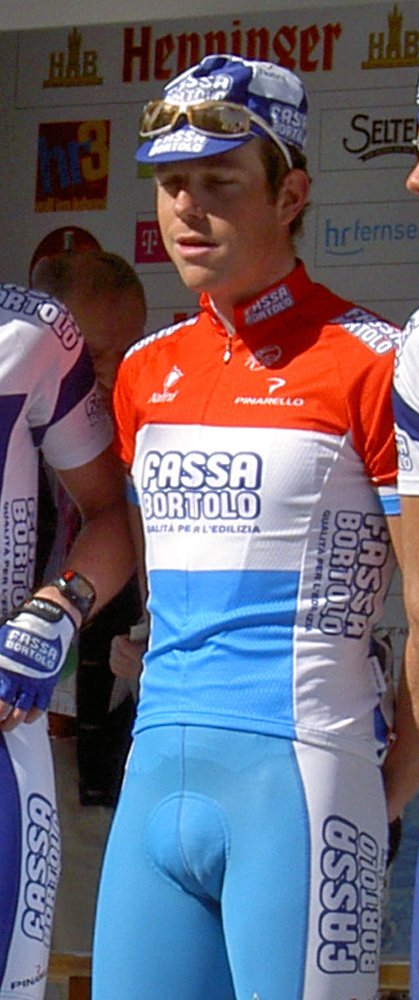
Kim Kirchen – zwycięzca TdP 2005

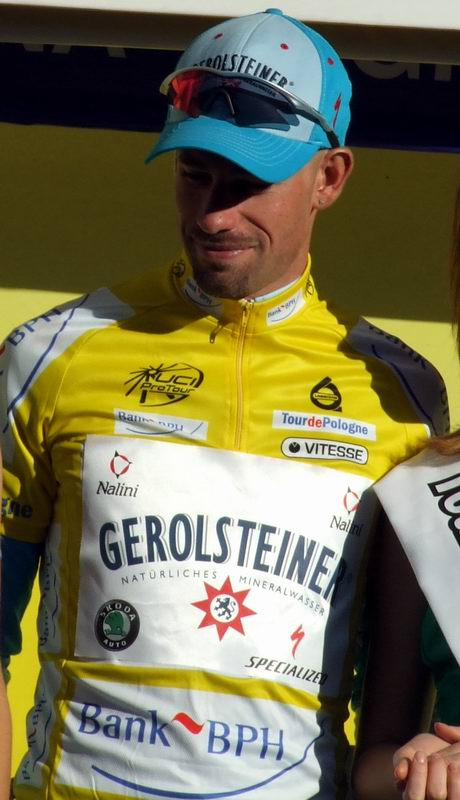
Stefan Schumacher – zwycięzca TdP 2006

Trzech kolarzy wygrało Tour de Pologne 3-krotnie (dwóch z nich – trzy razy z rzędu):
| Marian Więckowski    | 1954, 1955, 1956 |
| Andrzej Mierzejewski | 1982, 1984, 1988 |
| Dariusz Baranowski   | 1991, 1992, 1993 |

Po 2 razy triumfowali:
| Bolesław Napierała | 1937, 1939 |
| Wacław Wójcik      | 1948, 1952 |
| Henryk Kowalski    | 1957, 1961 |
| Jan Kudra          | 1962, 1968 |
| Jan Brzeźny        | 1978, 1981 |
| Ondřej Sosenka     | 2001, 2004 |

### Wygrane etapy
| 15 | Ryszard Szurkowski                                                                   |
| 12 | Wacław Wrzesiński                                                                    |
| 10 | Zbigniew Spruch                                                                      |
| 9  | Stanisław Królak                                                                     |
| 8  | Jaan Kirsipuu Stanisław Szozda Stanisław Wasilewski Adam Wiśniewski Wacław Wójcik    |
| 7  | Jan Jankiewicz Lechosław Michalak Tadeusz Mytnik Janusz Paradowski Rajmund Zieliński |

### Etapy w koszulce lidera
| 20 | Marian Więckowski (w 3 wyścigach, w latach 1954–1956)                                               |
| 16 | Wacław Wójcik (3, 1948–1953)                                                                        |
| 15 | Bolesław Napierała (2, 1937–1939) Marek Leśniewski (3, 1984–1987) Zbigniew Spruch (4, 1989–1998)    |
| 14 | Tadeusz Mytnik (4, 1972–1980) Lechosław Michalak (2, 1977–1979) Andrzej Mierzejewski (4, 1982–1988) |

Cały wyścig w koszulce lidera przejechali Józef Stefański (1929) i Bolesław Napierała (1937).

### Najwięcej startów
| 17 wyścigów | Marek Rutkiewicz                               |
| 14 wyścigów | Zbigniew Piątek                                |
| 13 wyścigów | Stanisław Gazda Michał Gołaś Tomasz Marczyński |

## Rekordy
- Najdłuższy wyścig: 2311 km (10. TdP w 1953 r.)
- Najkrótszy wyścig: 606 km (6. TdP w 1947 r.)
- Największa liczba etapów: 13 etapów (10. TdP w 1953 r., 26. TdP w 1969 r., 50. TdP w 1993 r.[d])
- Najmniejsza liczba etapów: 4 etapy (6. TdP w 1947 r.)
- Średnia prędkość najszybszego wyścigu: 50,021 km/h (73. TdP w 2016 r.)
- Średnia prędkość najwolniejszego wyścigu: 25,704 km/h (1. TdP w 1928 r.)
- Największa liczba uczestników: 200 kolarzy (69. TdP w 2012 r., 73. TdP w 2016 r.)
- Najmniejsza liczba uczestników: 35 kolarzy (5. TdP w 1939 r.)
- Najstarszy zwycięzca wyścigu:  Jens Voigt – 37 lat i 4 dni (65. TdP w 2008 r.)
- Najmłodszy zwycięzca wyścigu:  Dariusz Baranowski – 19 lat i 76 dni (48. TdP w 1991 r.)
- Największa przewaga zwycięzcy wyścigu: 1 godz. 10 min. 16 sek. –  Feliks Więcek (1. TdP w 1928 r.)
- Najmniejsza przewaga zwycięzcy wyścigu: 2 sek. –  Ion Izagirre (72. TdP w 2015 r.),  Dylan Teuns (74. TdP w 2017 r.),  Pawieł Siwakow (76. TdP w 2019 r.)
- Największa zmierzona prędkość jadącego kolarza: 80 km/h –  Jonas Van Genechten podczas mijania mety 4. etapu 71. TdP w 2014 r. obok Spodka w Katowicach[3]

## Trasa poza Polską
W trakcie pięciu dotychczasowych edycji trasa wyścigu częściowo wiodła poza terytorium Polski, tj. etapy lub części etapów odbyły się poza granicami Rzeczypospolitej (w Republice Czeskiej, we Włoszech i na Słowacji):
- 2010 – 4 sierpnia, podczas etapu z Tychów do Cieszyna (chcąc uczcić 1200-lecie tego miasta) kolarze wjechali Mostem Wolności na Olzie do Czeskiego Cieszyna. Trzy rundy okrężne – liczące po 6,8 km – przeprowadzono ulicami i obydwoma mostami polskiego oraz czeskiego Cieszyna. Przed wjazdem na pierwszą rundę, w Czeskim Cieszynie, na 22 km przed metą rozegrano lotny finisz[4];
- 2011 – 3 sierpnia, podczas etapu z Oświęcimia do Cieszyna kolarze wjechali Mostem Przyjaźni na Olzie do Czeskiego Cieszyna. Trzy rundy okrężne przeprowadzono ulicami i obydwoma mostami polskiego oraz czeskiego Cieszyna;
- 2012 – 12 lipca, podczas etapu z Kędzierzyna-Koźla do Cieszyna kolarze wjechali Mostem Wolności na Olzie do Czeskiego Cieszyna. Cztery rundy okrężne przeprowadzono ulicami i obydwoma mostami polskiego oraz czeskiego Cieszyna;
- 2013 – po raz pierwszy doszło do przeprowadzenia etapu w całości poza granicami Polski (od startu do mety). Dwa pierwsze etapy (27 lipca i 28 lipca) odbyły się bowiem we włoskim Trydencie – dodatkowo więc była to pierwsza i dotychczas jedyna edycja Tour de Pologne rozpoczynająca się poza Polską;
- 2014 – ostatnie 172,5 kilometra 5. etapu wiodło przez Słowację – od granicy w Chochołowie i Suchej Górze do Szczyrbskiego Jeziora, w którym usytuowano metę etapu. Miejscowość Szczyrbskie Jezioro jest zatem trzecią zagraniczną lokalizacją w dziejach Tour de Pologne z tym mianem, po włoskich: Madonna di Campiglio i Przełęczy Pordoi z edycji 2013.

## Wypadki śmiertelne
Na trasie dotychczasowych edycji Tour de Pologne doszło do dwóch wypadków śmiertelnych kolarzy biorących udział w wyścigu:
- 18 września 1967: Jan Myszak (Polak, 22 lata, Legia Warszawa) – śmierć w wyniku obrażeń głowy, doznanych podczas kraksy na 3. etapie z Przemyśla do Sanoka w dniu 17 września 1967[5];
- 5 sierpnia 2019: Bjorg Lambrecht (Belg, 22 lata, Lotto Soudal) – śmierć na skutek poważnych obrażeń ciała (klatki piersiowej, jamy brzusznej, z krwawieniami ze śledziony i z wątroby)[6], doznanych w wyniku wypadnięcia z drogi na 48 kilometrze trasy 3. etapu ze Stadionu Śląskiego w Chorzowie do Zabrza w dniu 5 sierpnia 2019[7]